# Ка Серафин (Венеција)
Ка Серафин (итал. Ca' Serafin) је насеље у Италији у округу Венеција, региону Венето.
Према процени из 2011. у насељу је живело 56 становника. Насеље се налази на надморској висини од 1 м.